# DDR-Meisterschaften im Feldfaustball 1988/89
Die DDR-Meisterschaften im Feldfaustball 1988/89 waren seit 1949 die 40. Austragung der Meisterschaften im Faustball auf dem Feld in der DDR in der Saison 1988/89.
Die beiden Finalturniere der jeweils vier Oberliga-Erstplatzierten der Frauen und Männer fanden am 15. Juli 1989 im „Ernst-Thälmann-Stadion“ in Zeitz statt.
Der Modus der Finalrunde bestand seit der Vorsaison darin, dass die Einfachrunde nicht die endgültigen Platzierungen ergab, sondern erst weitere Platzierungsspiele der auf Platz 1 und 2 der Einfachrunde einkommenden Mannschaften im Finale und der auf Platz 3 und 4 einkommenden Mannschaften im kleinen Finale über die Medaillen entschieden.

## Frauen
Abschlusstabelle der Hauptrunde:
| Platz | Mannschaft                  | Punkte | Siege | Remis | Niederlagen | Bälle Diff. | Vorgabezähler |
| 1.    | Lokomotive Schwerin         | 24:4   | 11    | 2     | 1           | 406:307     | 3             |
| 2.    | Chemie Weißwasser (M)       | 20:8   | 10    | –     | 4           | 438:324     | 2             |
| 3.    | TSG Berlin-Oberschöneweide  | 20:8   | 9     | 2     | 3           | 436:336     | 1             |
| 4.    | Rotation Berlin             | 19:9   | 9     | 1     | 4           | 412:326     | –             |
| 5.    | Empor Barby (N)             | 13:15  | 6     | 1     | 7           | 348:333     | –             |
| 6.    | Turbine Potsdam             | 8:20   | 4     | –     | 10          | 331:354     | –             |
| 7.    | Einheit Steremat Berlin (N) | 8:20   | 4     | –     | 10          | 341:393     | –             |
| 8.    | SG Cossebaude               | 0:28   | –     | –     | 14          | 232:571     | –             |

Auf-/Abstieg: Nach der Regel mussten sich die beiden letzten Mannschaften in Spielen mit den Vertretern der Liga für die Oberliga qualifizieren. Die SG Cossebaude verzichtete auf die Teilnahme daran. Hinzu kam das Ausscheiden von Turbine Potsdam, weil diese die Nachwuchsforderungen des Verbandes nicht erfüllen konnten.
Für die Teilnahme an der in Wildau ausgetragenen Qualifikationsrunde für die Oberliga 1989/90 hatten sich aus der Liga folgende Mannschaften qualifiziert: Motor Rathenow (Sieger der Staffel I) oder Lok Schwerin II (OA) (Zweiter der Staffel I), die TSG Berlin-Oberschöneweide II (Sieger der Staffel II) die SpG Görlitz (Zweiter der Staffel III), da die erstplatzierte SpG Heidenau mangels Nachwuchs nicht aufstiegsberechtigt war, die SG Bademeusel (Sieger der Staffel IV) und Fortschritt Glauchau (Zweiter der Staffel V) anstelle der erstplatzierten BSG Leipzig-Eutritzsch, die ebenfalls nicht über den geforderten Nachwuchs verfügte.

Aus den Staffeln I und II nahm kein Vertreter an der Aufstiegsrunde teil.

Neben Oberligist Einheit Steremat Berlin als Erstem der Aufstiegsrunde und der SG Bademeusel als Zweitem erreichte die Spielgemeinschaft Görlitz durch den Rückzug von Oberligist Turbine Potsdam als Drittplatzierte die Oberligateilnahme.
Aufstiegsrunde:
- Einheit Steremat Berlin – SG Bademeusel 31:24
- SG Görlitz – Fortschritt Glauchau 30:27
- Einheit Steremat Berlin – SG Görlitz 32:24
- Fortschritt Glauchau – SG Bademeusel 18:27
- Einheit Steremat Berlin – Fortschritt Glauchau 29:19
- SG Bademeusel – SG Görlitz 21:17

| Platz | Mannschaft                   | Punkte | Bälle     |
| 1.    | Einheit Steremat Berlin (OL) | 6:0    | 92:67 +25 |
| 2.    | Spielgemeinschaft Bademeusel | 4:2    | 72:66 +06 |
| 3.    | Spielgemeinschaft Görlitz    | 2:4    | 71:80 -09 |
| 4.    | Fortschritt Glauchau         | 0:6    | 64:86 -22 |

Spiele der Finalrunde:
| Chemie Weißwasser          | – | Rotation Berlin            | 30:22 (18:10) |
| Lokomotive Schwerin        | – | TSG Berlin-Oberschöneweide | 16:24 (9:10)  |
| Chemie Weißwasser          | – | TSG Berlin-Oberschöneweide | 26:22 (16:9)  |
| Lokomotive Schwerin        | – | Rotation Berlin            | 29:22 (13:13) |
| TSG Berlin-Oberschöneweide | – | Rotation Berlin            | 27:19 (12:10) |
| Chemie Weißwasser          | – | Lokomotive Schwerin        | 29:26 (15:12) |

Abschlusstabelle der Finalrunde:
| Platz | Mannschaft                 | Punkte | Vorgabezähler | Gesamt | Bälle Diff. |
| 1.    | Chemie Weißwasser          | 6:0    | 2             | 8:0    | 85:70 +15   |
| 2.    | TSG Berlin-Oberschöneweide | 4:2    | 1             | 5:2    | 73:61 +12   |
| 3.    | Lokomotive Schwerin        | 2:4    | 3             | 5:4    | 71:75 -4    |
| 4.    | Rotation Berlin            | 0:6    | 0             | 0:6    | 63:86 -23   |

Platzierungsspiele:
Spiel um Platz 3:
- Lokomotive Schwerin – Rotation Berlin 2:1 (11:13, 12:7, 12:10)

Finale:
- TSG Berlin-Oberschöneweide – Chemie Weißwasser 2:0 (12:10, 12:9)

Abschlussstand:
| Platz | Mannschaft                 |
| 1.    | TSG Berlin-Oberschöneweide |
| 2.    | Chemie Weißwasser          |
| 3.    | Lokomotive Schwerin        |
| 4.    | Rotation Berlin            |

## Männer
Abschlusstabelle der Hauptrunde:
| Platz | Mannschaft                       | Punkte | Siege | Remis | Niederlagen | Bälle        | Vorgabezähler |
| 1.    | Lokomotive Dresden (M)           | 38:6   | 19    | –     | 3           | 698:515 +183 | 3             |
| 2.    | Traktor Bachfeld                 | 36:8   | 18    | –     | 4           | 642:522 +120 | 2             |
| 3.    | ISG Hirschfelde                  | 31:13  | 15    | 1     | 6           | 610:551 0+59 | 1             |
| 4.    | Lok „Erich Steinfurth“ Berlin I  | 29:15  | 14    | 1     | 7           | 653:547 +106 | –             |
| 5.    | Aufbau St. Egidien               | 25:19  | 12    | 1     | 9           | 583:539 0+44 | –             |
| 6.    | Spielgemeinschaft Heidenau       | 24:20  | 12    | –     | 10          | 541:525 0+16 | –             |
| 7.    | Fortschritt Glauchau             | 20:24  | 10    | –     | 12          | 576:573 00+3 | –             |
| 8.    | Lok „Erich Steinfurth“ Berlin II | 15:29  | 7     | 1     | 14          | 546:620 0-74 | –             |
| 9.    | Lokomotive Elsterwerda (N)       | 15:29  | 7     | 1     | 14          | 623:723 -100 | –             |
| 10.   | Chemie Weißwasser (N)            | 14:30  | 6     | 2     | 14          | 561:633 -128 | –             |
| 11.   | Empor Barby                      | 9:35   | 4     | 1     | 17          | 525:664 -139 | –             |
| 12.   | Motor Ost Zella-Mehlis (N)       | 8:36   | 4     | –     | 18          | 581:727 -146 | –             |

Spiele der Finalrunde:
| Lokomotive Dresden | – | ISG Hirschfelde                 | 27:17 (13:11) |
| Traktor Bachfeld   | – | Lok „Erich Steinfurth“ Berlin I | 23:31 (10:15) |
| Lokomotive Dresden | – | Lok „Erich Steinfurth“ Berlin I | 26:38 (12:21) |
| Traktor Bachfeld   | – | ISG Hirschfelde                 | 29:24 (16:12) |
| Lokomotive Dresden | – | Traktor Bachfeld                | 28:24 (12:14) |
| ISG Hirschfelde    | – | Lok „Erich Steinfurth“ Berlin I | 21:31 (10:14) |

Abschlusstabelle der Finalrunde:
| Platz | Mannschaft                    | Punkte | Vorgabezähler | Gesamt | Bälle Diff. |
| 1.    | Lokomotive Dresden            | 4:2    | 3             | 7:2    | 81:79 +2    |
| 2.    | Lok „Erich Steinfurth“ Berlin | 6:0    | 0             | 6:0    | 100:70 +30  |
| 3.    | Traktor Bachfeld              | 2:4    | 2             | 4:4    | 76:83 -7    |
| 4.    | ISG Hirschfelde               | 0:6    | 1             | 1:6    | 62:87 -25   |

Platzierungsspiele:
Spiel um Platz 3:
- Traktor Bachfeld – ISG Hirschfelde 2:0 (15:10, 15:8)

Finale:
- Lokomotive Dresden – Lok „Erich Steinfurth“ Berlin 0:2 (9:15, 9:15)

Abschlussstand:
| Platz | Mannschaft                    |
| 1.    | Lok „Erich Steinfurth“ Berlin |
| 2.    | Lokomotive Dresden            |
| 3.    | Traktor Bachfeld              |
| 4.    | ISG Hirschfelde               |

## Anmerkung
1. 1 2 3 4  Vorgabezähler: Gemäß ihrer Platzierung in der Hauptrunde erhielten die qualifizierten Mannschaften Punkte für die Endrunde. Der Erste erhielt dabei drei Punkte, der Zweitplatzierte zwei, der Dritte noch einen.